# Horsley Park
Horsley Park är en del av en befolkad plats i Australien. Den ligger i kommunen Fairfield och delstaten New South Wales, i den sydöstra delen av landet, omkring 33 kilometer väster om delstatshuvudstaden Sydney.
Runt Horsley Park är det mycket tätbefolkat, med 1 956 invånare per kvadratkilometer.. Närmaste större samhälle är Blacktown, omkring 11 kilometer nordost om Horsley Park. 
Trakten runt Horsley Park består i huvudsak av gräsmarker. Genomsnittlig årsnederbörd är 1 267 millimeter. Den regnigaste månaden är februari, med i genomsnitt 216 mm nederbörd, och den torraste är juli, med 25 mm nederbörd.